# Jeroen Trommel
Jeroen Paul (Jeroen) Trommel (Apeldoorn, 1 augustus 1980) is een Nederlands volleyballer. Hij nam eenmaal deel aan de Olympische Spelen, maar won bij die gelegenheid geen medaille.

## Biografie
Trommel groeide op in het dorp Kornhorn in Groningen als zoon van een dominee. Bij de plaatselijke volleybalclub DOVO werd Trommels talent al snel opgemerkt en begon de linkshandige passer-loper aan een indrukwekkende loopbaan. Hij speelde als scholier in het eerste team van de Groningse studentenvolleybalclub Donitas. Na zijn vertrek uit Groningen voor zijn studie Industrieel Product Ontwerpen aan De Haagse Hogeschool kwam hij bij Alcom Capelle. Daar speelde hij vier jaar, en vervolgens speelde hij drie jaar bij Omniworld Almere dat in 2004 de nationale beker won. In 2005 maakte hij de overstap naar het buitenland. In het seizoen 2005-2006 kwam hij uit voor het Franse TLM uit Tourcoing. Daarna tekende hij een tweejarig contract bij AS Cannes, dat in maart 2007 de bekerfinale won en daarmee zich kwalificeerde voor de Champions League 2007-2008.
In 2008 verliet hij Frankrijk om een nieuw avontuur te beginnen in Turkije. IBB Spor in Istanboel werd zijn volgende club. Samen met Turkse medespelers en twee Amerikaanse toppers, Ryan Millar en Scott Touzinsky, won hij in april 2009 het Turkse kampioenschap. Voor IBB Spor een mijlpaal in de geschiedenis van de club. Ook in 2009-2010 speelde Trommel bij deze Istanboelse club.
In de zomer van 2010 tekende Trommel een eenjarig contract bij de meervoudige Duitse kampioen VfB Friedrichshafen.
Trommel maakt sinds 2001 deel uit van de selectie van Oranje en in die hoedanigheid neemt hij deel aan de Olympische Spelen van 2004 in Athene. In 2008 en 2009 is hij aanvoerder van het nationale team.
Op 19 mei 2007 trouwt hij met de Canadese ex-volleybalinternational Julie Salyn. Sinds 18 september 2010 is hij de trotse vader van dochter Ellis Jae.